# Ghiacciaio Gentle
Il ghiacciaio Gentle è un piccolo ghiacciaio lungo circa 3 km situato nella regione centro-occidentale della Dipendenza di Ross, in Antartide. Il ghiacciaio, il cui punto più alto si trova a circa 1000 m s.l.m., si trova in particolare nella parte centrale del versante orientale della dorsale Convoy, dove fluisce verso sud partendo da un ramo del ghiacciaio Northwind, che invece scorre verso nord, e scorrendo fino ad arrivare quasi sul fondo della valle Barnacle.

## Storia
Il ghiacciaio Gentle è stato mappato dai membri della spedizione Terra Nova, condotta dal 1910 al 1913 e comandata dal capitano Robert Falcon Scott, ma è stato così battezzato solo in seguito su proposta del geologo neozelandese Christopher J. Burgess in omaggio a un reparto di elicotteristi che fornì supporto aereo alla spedizione neozelandese in Antartide svolta nel 1976-77 e il cui nome in codice era proprio "Gentle".